# Уильямс, Эйриан
Э́йриан Уи́льямс (англ. Eirian Williams; род. 3 сентября 1955, Лланелли) — валлийский профессиональный рефери снукера (с 1991 года).

## Биография
Уильямс — бывший полицейский, проработавший в полиции Лланелли до 1991, когда стал профессиональным судьёй по снукеру. 
 Судил множество финалов важных турниров мэйн-тура.

## Личная жизнь
Проживает в Лланелли. В этом же городе проживает Терри Гриффитс — экс-чемпион мира и один из лучших тренеров по снукеру. 
 Увлечения: пение караоке, сёрфинг в Интернете (у Уильямса был собственный сайт, который, к сожалению, прекратил работу), а также игра в пул в местном пивном клубе.

## Главные финалы
- Чемпионат мира — 2001, 2005, 2007, 2010
- Чемпионат Великобритании — 2001, 2007, 2009, 2011
- Мастерс — 2006, 2011